# Heitstrenging
La pratica dell'Heitstrenging, nota anche come Hietstrenja, Heitstrengingar o Strengdir,  era un rituale vichingo tramite il quale si facendo solenni giuramenti.

## Descrizione
Si trattava di una pratica molto diffusa in Scandinavia. Si sviluppò in epoca pagana, e potrebbe avere radici nella cultura persiana. La pratica fu solo ufficialmente abbandonata quando il Cristianesimo invase la regione. I giuramenti venivano tradizionalmente fatti durante un cerimoniale a Bragi, divinità dei menestrelli. Chi doveva parlare stava in piedi e poneva il piede su una pietra o una panca prima di fare la promessa, aprendo con la locuzione "Salgo sul blocco e giuro solennemente...". Subito dopo bisognava bere dal bragarfull, uno speciale corno potatorio, ricolmo di bevanda inebriante. È stato fatto notare che, dato il rituale del processo, i giuramenti avvenivano solitamente quando la persona era ubriaca.
Questo era solo il tipico procedimento per una Heitstrenging, ma in pratica esistevano numerose varianti. In alcune poesie islandesi il rituale si svolge con la persona che poggia le mani su animali morti. In ogni caso il giuramento fatto era considerato generalmente una forma di vanteria, ed erano spesso legati a qualche prova di grande abilità. Gli Heitstrengingar venivano spesso svolti a Natale, ma anche in occasione di feste sacrificali, matrimoni o semplici banchetti. I voti erano solenni, ed erano previste punizioni per chi li infrangeva, ma non sempre erano importanti. Harald il Chiaro, unificatore della Norvegia, promise di non pettinarsi o tagliarsi i capelli prima di avere riunito tutto il regno. Nella Jómsvíkinga saga, i compatrioti di Sven il Danese giurarono di saccheggiare la Norvegia ed uccidere Haakon Sigurdsson, oltre che stuprare la figlia di Thorkill.
L'uso dei voti solenni durante le libagioni è da mettere in rapporto al costume dei vanti al banchetto, testimoniato dalla letteratura epica e cavalleresca antica, medievale e moderna e sembra perciò riflettere una ritualità remota, almeno indeuropea, se non ancora più arcaica e quindi più universalmente diffusa.